# Джон Ван Канеґем
Джон Ван Кенеґем (англ. Jon Van Caneghem; 1962 р.) — американський розробник відеоігор для ПК, засновник компанії New World Computing. У період двадцятирічного існування кампанії брав активну участь у створенні декількох ігрових серій, що завоювали величезну популярність, зокрема Might and Magic і Heroes of Might and Magic.

## Кар'єра
У 1983 році Джон засновує New World Computing, компанію з розробки комп'ютерних ігор для ПК та консолей.
Першою стала гра в стилі фентезі «Меч і магія: Таємниця внутрішнього святилища» — одна з перших RPG ігор, дія якої розгорталася як в приміщеннях, так і на відкритих локаціях.
Її вихід для платформи Apple II відбувся в 1986 році. Гра поклала початок успішній серії з десяти ігор, у розробці всіх, крім двох останніх, Джон брав активну участь.
У 1990 році виходить покрокова стратегія King's Bounty, пряма попередниця іншої популярної серії: Heroes of Might and Magic.
За 20 років діяльності компанії з Джоном Ван Канегемом як президентом вийшло близько 250 ігор.
У 1996 році за 13 мільйонів доларів New World Computing була придбана компанією 3DO. Джон залишався на своєму посту до 2003 року, коли 3DO оголосила про своє банкрутство. Разом з нею зачинилися і New World Computing. Права на назву «Might and Magic» за 1,3 мільйона доларів придбала французька компанія Ubisoft, яка продовжила випускати ігри під цим брендом.
З 2004 по 2005 рік Джон працював виконавчим продюсером в NCSoft. У 2006 Джон залишає NCSoft і засновує компанію Trion World Network з капіталом понад 100 мільйонів доларів, завдяки інвестиціям Time Warner, NBC Universal, General Electric і Bertelsmann. Trion займається виробництвом браузерних ігор.
У 2009 Джон залишає Trion і влаштовується на роботу в Electronic Arts, в якій він очолив підрозділ, відповідальний за випуск ігор серії «Command & Conquer».

## Нагороди
У 2004 році Джон Ван Кенеґем був включений в Зал Слави журналу Computer Gaming World.

## Ігри
- Might and Magic Book One: The Secret of the Inner Sanctum, 1986
- Might and Magic II, 1988
- Nuclear War, 1989
- Tunnels & Trolls: Crusaders of Khazan, 1990
- King's Bounty, 1990
- Planet's Edge, 1991
- Might and Magic III, 1991
- Might and Magic IV: Clouds of Xeen, 1992
- Might and Magic V: Darkside of Xeen, 1993
- Zephyr, 1994
- Might and Magic: World of Xeen, 1994
- Inherit the Earth: Quest for the Orb, 1994
- Hammer of the Gods, 1994
- Wetlands, 1995
- Swords of Xeen, 1995
- Multimedia Celebrity Poker, 1995
- Heroes of Might and Magic, 1995
- Heroes of Might and Magic: A Strategic Quest, 1995
- Anvil of Dawn, 1995
- Spaceward Ho! IV for Windows, 1996
- Heroes of Might and Magic II, 1996
- Empire II: The Art of War, 1996
- Heroes of Might and Magic II: The Price of Loyalty, 1997
- Might and Magic VI: The Mandate of Heaven, 1998
- Heroes of Might and Magic II Gold, 1998
- Might and Magic VII: For Blood and Honor, 1999
- Heroes of Might and Magic, Millennium Edition, 1999
- Heroes of Might and Magic III: The Restoration of Erathia, 1999
- Crusaders of Might and Magic, 1999
- Might and Magic VIII: Day of the Destroyer, 2000
- Heroes of Might and Magic III Complete, (Collector's Edition), 2000
- Heroes Chronicles: Warlords of the Wastelands, 2000
- Heroes Chronicles: Masters of the Elements, 2000
- Heroes Chronicles: Conquest of the Underworld, 2000
- Heroes Chronicles: Clash of the Dragons, 2000
- Legends of Might and Magic, 2001
- Heroes of Might and Magic: Quest for the Dragon Bone Staff, 2001
- Heroes Chronicles: The Final Chapters, 2001
- Might and Magic IX, 2002 3DO Europe, Ltd.
- Heroes of Might and Magic IV: The Gathering Storm, 2002
- Heroes of Might and Magic IV, 2002
- Heroes of Might and Magic IV: Winds of War, 2003
- Creature Quest, 2017